# 張翀 (嘉靖進士)
張翀（1530年—1579年），字子儀，號鶴樓，廣西承宣布政使司柳州府馬平縣（今廣西壯族自治區柳州市）人，明朝刑部侍郎，嘉靖进士，萬曆年間官至漕運總督。諡忠簡。

## 生平
父张全任广东廉州府学训导，早年卒于官，张翊、张翀兄弟由母李氏抚养成人。嘉靖二十八年广西乡试中第九名举人，三十二年登进士，授刑部主事，三十七年四月上疏弹劾严嵩、嚴世蕃父子貪污亂政，逮下詔獄拷訊，謫戍都勻。
穆宗即位，召為吏部主事，升任吏部驗封司郎中、吏部稽勳司郎中，再遷太常寺少卿、大理少卿。隆慶二年（1568年），以右僉都御史巡撫南贛。平定湖廣、福建、廣東盜亂，再平定南雄劇盜黃朝祖，改為湖廣巡撫。召拜大理寺卿，進兵部右侍郎，五年九月母亲去世丁憂歸鄉。
萬曆元年（1573年），起為兵部右侍郎，改漕運總督。萬曆二年十二月，擔任总督漕运兼巡抚凤阳兵部右侍郎兼右佥都御史，三年十一月召為刑部右侍郎，不拜，四年二月以病乞休歸鄉。
萬曆七年（1579年）八月，張翀病卒，时年49岁。萬曆三十三年九月，追贈兵部尚書，諡忠簡。

## 著作
有《鶴樓集》。

## 墓葬
張翀墓在柳州市城中区油榨村蜈蚣岭，该墓有明穆宗祭文石刻，奉享皇赐祭文，为柳州第一大墓。

## 家族
曾祖張深；祖父張善；父張全，曾任訓導。母李氏。慈侍下。兄张翊，知县。
有子張應仕、张应侃。